# 편지 (1997년 영화)
"편지"는 1997년에 개봉한 대한민국의 영화이다. 이정국이 연출하였다. 82만 명의 관객을 동원하며 1998년 한국 영화 흥행 1위를 차지했다. 이에 1998년 청룡영화상 시상식에서 '한국영화 최다 관객상'을 받았다.

## 출연

### 주연
- 최진실 : 이정인 역 - 대학원생, 환유의 아내, 교수
- 박신양 : 조환유 역 - 식물 연구원, 정인의 남편

### 조연
- 최용민 - 병일
- 이준섭 - 영훈
- 송광수 - 명호
- 남상미 - 명호 처

### 단역
- 박종철 : 황 교수 역
- 이상우 : 역무원 역
- 김영대 : 승무원 역
- 이인옥 : 정인 엄마 역 - 정인의 어머니
- 한춘일 : 택시기사 역
- 안영준 : 정인 선배 역
- 태유림 : 정인 후배 역
- 상은정 : 간호사 역
- 차효주 : 레지던트 역

## 같이 보기
- P.S 아이 러브 유 (영화)

## 수상
- 1998년 제19회 청룡영화상 수상 한국영화 최다관객상 (신씨네)
- 1998년 제34회 백상예술대상 수상 TV부문 인기상 (박신양)
- 1998년 제21회 황금촬영상 시상식 수상 촬영상 -동상 (박경원), 최우수 인기남우상 (박신양)
- 2013년 제13회 광주국제영화제 특별전